# Японски качулат ибис
Японският качулат ибис (Nipponia nippon) е вид птица от семейство Ибисови (Threskiornithidae), единствен представител на род Nipponia. Видът е застрашен от изчезване. 

## Разпространение и местообитание
Разпространен е в Китай.